# ألسيني كامارا
ألسيني كامارا Alsény Camara (بالفرنسية: Alsény Camara)‏، من مواليد 11 ابريل 1986 في كوناكري في غينيا، لاعب كرة قدم غيني.
بدأ مسيرته الكروية مع نادي تولوز في عام 2004، ولعب معهم حتى عام 2007، ومنذ عام 2007 وهو يلعب مع نادي روديز.
و هو يلعب مع منتخب غينيا لكرة القدم.

## روابط خارجية
- ألسيني كامارا على موقع رابطة كرة القدم الفرنسية للمحترفين (الإنجليزية)
- ألسيني كامارا على موقع قاعدة بيانات كرة القدم.إي يو (الإنجليزية)
- ألسيني كامارا على موقع ناشيونال فوتبول تيمز (الإنجليزية)
- ألسيني كامارا على موقع Soccerway.com (الإنجليزية)
- ألسيني كامارا على موقع كووورة